# Jiska
Jiska (hebräisch יִסְכָּה Jiskah) ist ein hebräischer weiblicher Vorname. 

## Herkunft
Der Name Jiska ist bereits in der Bibel an einer einzigen Stelle bezeugt (Gen 11,29 ):

„Da nahmen sich Abram und Nahor Frauen. Abrams Frau hieß Sarai und Nahors Frau Milka, Harans Tochter, der der Vater war der Milka und der Jiska.“

Aufgrund der zitierten Bibelstelle wird in der rabbinischen jüdischen Tradition zum Beispiel bei Raschi spekuliert, dass Jiska lediglich ein weiterer Name für Sarah sei. Daran schließt sich auch die Vermutung an, dieser Name sei einer der Gründe, warum Sarah im Judentum als eine der sieben biblischen Prophetinnen gilt. Eine der biblischen Bezeichnungen für „Prophet“ (hebräisch ראה ro'eh) hat die Bedeutung „Seher“.

## Bedeutung
Der Name bedeutet: „sie wird sehen“ oder „sie wird ausforschen“.

## Varianten
Es wird angenommen, dass der Name Jessica, der zuerst bei William Shakespeare in seiner Komödie Der Kaufmann von Venedig auftaucht, auf den biblischen Namen Jiska zurückzuführen ist.